# 李偉才
李偉才（英語：Eddy LEE Wai-Choi，1955年10月21日—），筆名李逆熵，香港科普、科幻作家。廣東新會人，生於香港，現居澳洲。

## 背景
李偉才出生於香港，早年就讀聖瑪加利書院（1963年至1968年小學部、1968年至1973年中學部）。1973年中五畢業，轉往皇仁書院唸預科，1975年考進香港大學，修讀物理系學士學位，1978年以一級榮譽畢業，並獲港大校友會頒發「優異學生獎」（Alumni Award）。
畢業後，他曾任職中學教師、香港太空館二級助理館長、天文台科學主任（後擢升為高級科學主任）。他是香港第一代的「天氣先生」，於1987-1994年間，經常在各電視台主持天氣報告，為市民講解最新天氣狀況。
1985年3月，他與香港電台合作，開設一個名為「科學眼」的節目。1987年1月，他的第一部譯著《最後的問題 — 西方短篇科幻小說精選》出版，同年12月，散文集《賣隕石的人》出版。
1985年，由於在公餘時間進行大量科學普及工作（包括公開講座和在報刊雜誌發表文章），他以「促進社會公益」的貢獻獲選為「香港十大傑出青年」。
1990年，他與友人創辦《科學與科幻叢刊》。1996年身處澳洲期間，與在港的同好成立「香港科幻會」並出任副會長，2008-2019年出任會長

### 移居澳洲、回流返港
1994年底，李偉才舉家移民澳洲，至1998年尾，因為要照顧在港親人而回流香港。
在澳洲期間，李氏先後在雪梨大學和新南威爾士大學進修，並於1999年初，在後者取得「科學社會學」博士學位。與此同時，他亦多次在雪梨大學的「繼續教育學院」主持校外課程，題目為「從混沌到複雜 — 一趟現代科學的革命」（From Chaos to Complexity - A Revolution in Modern Science）。
返回香港後，他於1999年3月回到母校香港大學的「專業進修學院」（HKU SPACE），出任高級研究及發展主任（助理教授）一職。之後歷任位於上海的「港大 — 復旦繼續教育學院」教務長、香港大學附屬學院副校長、香港大學「國際學位課程中心」總監等職。
他於2008年3月提早退休，離開香港大學，專心寫作和講學。
2022年3月，他再次因為「避秦」而離開香港，返回澳洲居住。

## 社會服務
1987-1994年間，他歷任「香港世界宣明會」主辦的慈善籌款活動「饑饉三十」的推廣大使「饑饉之星」。
1986-1988年間，出任「香港傑出青年協會」（The Outstanding Young Persons' Association, TOYPA）的幹事會成員。1998年自澳洲回流香港後，他再次出任 TOYPA 幹事（2000-2002），及後更出任該會主席（2002-2003），以及該會的基金會（TOYPA Trust）主席（2005-2010）。
2009-2021年間，李偉才與香港電台合作，先後主持了「科幻解碼」、「從小宇宙到大世界」（電視節目）、「緣來好食德之食德科學」（電視節目）、「天圓地方」、「浩哉宇宙」等科學普及節目。
2012-2017年間，李氏在網台「香港人網」（後改名「謎米香港」）開設了一個名為「浩浩熵熵」的通識節目。回流澳洲後，他於2023年初以獨立身份重啟這個節目，迄今已播出二百多集。
2015年10月，為了響應聯合國巴黎氣候高峰會召開前夕的「全球氣候大遊行」，他與好友麥永開共同成立一個名為「350香港」的環保組織並擔任召集人（2015-2020）。同年11月29日，舉辦了「全港氣候大遊行」，並邀得法國駐港總領事和立法會主席出任主禮嘉賓。遊行路線由中環碼頭至灣仔金紫荊廣場，約有六百多人參加。直至離開香港返回澳洲為止，李氏仍然透過組織，積極致力於有關「對抗全球暖化危機」的政策推動和公眾教育活動。
其他公職包括
- 「新雅少年兒童文學創作獎」的「科幻故事組」評判（1986-1990）
- 「香港科幻會」副會長（1996-2008）及會長（2008-2019）
- 香港科學館顧問委員會成員（2010-2016）
- 港大畢業同學會書院校董會成員（2007-2010）[2]
- 灣仔軒尼斯道小學上午校校董成員（2012-2018）
- 「倪匡科幻獎」決審評判（2006-2009）
- 「香港書獎」決審評判（2009-2013）
- 新一代文化協會「科學創意中心」的「香港青少年科幻創作大賽」決審評判（2012-2021）
- 香港醫管局（港島西）醫學研究計劃之「倫理評核委員會」成員（2017-2021）
- 香港職業訓練局「副學位課程」之「通識教育」顧問（2018-2021）
- 香港電台節目組顧問（2019-2021）

## 獲頒獎項
- 1985年：香港十大傑出青年
- 1999年：以〈科幻中的科學〉一文獲頒台灣「李國鼎通俗科學獎」首獎
- 1999年：著作《夜空之戀》獲選為「中學生好書龍虎榜」的十本好書之一
- 2005年：著作《資本的衝動》被《亞洲周刊》選為「十大中文好書」
- 2019年：著作《論盡宇宙》和《論盡科學》獲頒「香港出版雙年獎」
- 2021年：著作《人類的前途》獲頒「香港出版雙年獎」

此外，他於2019年被選為「香港書展年度作家」

## 作品一覽
- 《最後的問題》（1987）
- 《賣隕石的人》（1987）
- 《超人的孤寂》（1988）
- 《星戰迷宮》（1988）
- 《核冬旋風》（1990）
- 《恐龍滅絕之謎》（1990）
- 《三分鐘宇宙 — 現代科學新論》（1991）
- 《夜空之戀》（1991）【增訂新版《戀戀夜空》（2007）】
- 《夜空的呼喚 — 星際通航》（1992）【增訂新版《論盡星航 — 由空想的科幻奇譚到切實的星際移民》（2017）】
- 《人類大追蹤》（1992）
- 《科學充內行》（1996）
- 《生物學新猷》（1996）
- 《烏鴉的困惑 — 穿梭於科學與哲學之間》（1996）
- 《挑戰時空 — 漫遊奇妙的科幻世界》（1996）
- 《無限春光在太空》（1999）【科幻小說，增訂版《泰拉文明消失之謎》（2009）、《無限春光在太空》（增訂版）（2019）】
- 《浩哉宇宙 — 穿梭於科學與人文之間》（2002）
- 《格物致知 — 思考與研究方法概要》（2009）
- 《浩哉新宇宙》（2010）
- 《喚醒 69 億隻青蛙 — 全球暖化內幕披露》（2011）【增訂新版《生死時刻 — 對抗氣候災劫的關鍵十年》（2019）】
- 《愛上科學》（2011）
- 《金星的警告》（2011）
- 《探星的軌跡》（2011）
- 【《地球最後一秒鐘 》（2017）： 上述三本作品的合訂本】
- 《科幻迷情》（2012）
- 《天天天晴 — 給女兒的50封信》（2012）
- 《反轉經濟學 — 將顛倒的再顛倒過來》（2013）
- 《資本的衝動 — 世界深層矛盾根源》（2014）
- 《色 ‧ 情男女全面睇 — 從兩性大戰到琴瑟和諧》（2016）
- 《論盡宇宙 — 從猿人到外星人的探索之旅》（2017）
- 《論盡科學 — 從日常科學到超次元的不思議之旅》（2017）
- 《人的處境 — 價值與意義的追尋》（2019）【新版《天地人間 — 從宇宙洪荒到人的處境》（2022）】
- 《論盡哲學 — 由童心展開的無垠哲思之旅》（2020）
- 《人類的前途：未來 50 與 500 年》（2020）
- 《邁向未來的交通》（2021）
- 《未來食物危機》（2022）
- 《天天天情 — 給女兒的 12 封信》（2023）
- 《小病毒大疫症》（2023）
- 《神對手與豬隊友 — 雅俗中文大挑戰》（2023）
- 《超次元 ‧ 聖戰 ‧ 多重宇宙》（2023）

英文著作
- The Quest for Cybercathay - Information Revolution and the Modernization of China (2002)
- Rambling Through the Universe (2003)
- HKU SPACE Handbook on Effective Teaching (2003)
- The Urge of Capital - Roots of the World's Deep Contradictions (2016)
- Humanity: the Next 50 and 500 Years (2023)

主編
- 《宇宙摩天輪 — 香港科幻短篇小說精選集 》（2010）【中國內地版《宇宙潛航》（2013）】

## 外部連結
- 李偉才的Facebook專頁
- 香港科幻會
- 香港傑出青年協會（页面存档备份，存于）